# Star Trek: Nemesis
Star Trek: Nemesis ist der zehnte Star-Trek-Kinofilm sowie der vierte und letzte Film, der auf der Fernsehserie Star Trek: The Next Generation basiert. Die Produktionskosten des Films betrugen etwa 60 Millionen US-Dollar, er spielte an den Kinokassen etwa 67,3 Millionen US-Dollar ein. Der Film startete am 13. Dezember 2002 in Nordamerika und am 16. Januar 2003 in den deutschen Kinos.

## Handlung
Nach einem Anschlag auf den Senat von Romulus, dem Heimatplaneten der Romulaner, bei dem der Großteil der Senatoren getötet wird, ergreift Shinzon, ein Bewohner des unwirtlichen Bruderplaneten Remus, die Macht im Romulanischen Imperium.
Während die Crew der Enterprise-E sich auf dem Weg nach Betazed befindet, um nach der Zeremonie auf der Enterprise die Hochzeit zwischen Troi und Riker auch dort zu feiern, fangen die Sensoren von einem Planeten im Föderationsterritorium, nahe der Grenze zur neutralen Zone, positronische Signale auf, die auf eine künstliche Lebensform hindeuten, die Data ähnlich sein müsste. Dort finden Picard, Data und Worf schließlich Androiden-Einzelteile und lassen sie auf der Enterprise zusammensetzen. Dieser Android nennt sich B-4 und erweist sich als Prototyp von Data (im Englischen ergibt sich hier ein Wortspiel, da B-4 = be-four wie before (dt. vorher) ausgesprochen wird).
Daraufhin erhält die Enterprise eine Transmission von Admiral Janeway, welche Picard mitteilt, dass das Sternenflottenkommando die Enterprise in einer diplomatischen Mission nach Romulus entsendet, da Shinzon einen Gesandten der Föderation erbeten hat und die Enterprise das nächste Schiff ist.
Dort trifft die Crew auf Shinzon, der enthüllt, dass er kein Remaner oder Romulaner ist, sondern ein Klon von Jean-Luc Picard. Er war im Rahmen eines Projektes der Romulaner geschaffen worden, in dem der Captain der Enterprise (Picard) ersetzt werden sollte, um einen Spion im Herzen der Föderation zu haben und die Sternenflotte zu unterwandern. Das Projekt war aber schließlich fallen gelassen und Shinzon als Zwangsarbeiter auf Remus geschickt worden. Shinzon gibt vor, sein „Vorbild“ Picard näher kennenlernen und Frieden mit der Föderation schließen zu wollen.
Jedoch verfolgt er eigene Ziele und beamt Picard gegen dessen Willen auf sein Schiff, da er eigentlich Picards Körperzellen benötigt – deren DNS mit seiner logischerweise identisch ist –, um zu überleben. Sein Schiff Scimitar – ein stark umgebautes und verbessertes remanisches Raumschiff und der Enterprise taktisch überlegen – ist mit einer Thalaron-Matrix ausgestattet, einer Waffe, die Thalaron-Strahlung erzeugt, die tödlich für jegliche Lebensform ist. Der Senat von Romulus wurde mit einer kleineren Version ausgelöscht; die Thalaron-Matrix der Scimitar ist in der Lage, das Leben auf einem ganzen Planeten auszulöschen. Größenwahnsinnig geworden und um sich aus dem politischen Schatten seines „DNS-Spenders“ Picard zu befreien, will Shinzon das Weltall auf ewig verändern. So beabsichtigt er, die Erde mit dieser Waffe auszulöschen und die Föderation später für das romulanische Reich zu erobern.
Shinzon hat B-4 so programmiert, dass er diesen kontrollieren kann. B-4 dient daher – ohne es selbst zu wissen – Shinzon als Handlanger und Spion auf der Enterprise. Da LaForge dies rechtzeitig bemerkt, gelingt es Data, an B-4s Stelle zu treten und Picard zu retten.
Die Enterprise flieht schließlich in Richtung Föderationsgebiet, wo bereits andere Schiffe zur Verstärkung warten. In einem Nebel, der die Langstreckenkommunikation blockiert, wird sie von Shinzons Schiff angegriffen, wodurch der Warp-Antrieb außer Funktion gesetzt wird.
Es kommt zu einem Kampf, bei dem die Enterprise Unterstützung von zwei romulanischen Warbirds (Valdore-Klasse) erhält, deren Kommandeure offenbar zur Opposition gegen Shinzon gehören. Shinzons Schiff ist weit überlegen. Nachdem die Warbirds ausgeschaltet, die Schilde der Enterprise nahezu außer Funktion gesetzt und die letzten Photonentorpedos verschossen worden sind, rammt die Enterprise schließlich als letzte Möglichkeit Shinzons Schiff frontal, wobei beide Schiffe schwer beschädigt werden, jedoch bleibt die Primärwaffe der Scimitar einsatzbereit und soll nun gegen die Enterprise eingesetzt werden.
Captain Picard lässt sich schließlich auf Shinzons Schiff beamen, wobei die Transporter der Enterprise durch Überlastung zerstört werden. Data springt daher durch den Weltraum hinüber zu Shinzons Schiff.
Es kommt auf der Scimitar zu einem Showdown zwischen Picard und Shinzon, wobei Letzterer den Tod findet. Die Waffe ist aktiviert und würde in wenigen Sekunden jegliches Leben auf der Enterprise auslöschen. Data, der Picard inzwischen erreicht hat, schickt ihn mit dem Prototyp eines mobilen Ort-zu-Ort-Transporters zurück auf die Enterprise und opfert sich, indem er mit einem Phaser auf die Waffe feuert und somit eine Explosion auslöst, die Shinzons Schiff und ihn selbst völlig zerstört. Am Ende wird angedeutet, dass B-4 den Platz von Data einnehmen könnte, aber aufgrund seines geringeren Entwicklungsstandes kann er zunächst kein gleichwertiger Ersatz für Data sein.

## Trivia
- Whoopi Goldberg wird – traditionell – nicht im Abspann erwähnt.
- Hollywood-Regisseur Bryan Singer hat einen Kurzauftritt. Er erscheint als Sternenflottenoffizier auf der Brücke der Enterprise.
- Wie Regisseur Stuart Baird in einem „Making of“ erzählte, entschloss sich Brent Spiner, Data in Übereinkunft mit den Drehbuchschreibern sterben zu lassen. Spiner begründete diesen Entschluss damit, dass er die Rolle des Androiden zwar all die Jahre sehr gerne gespielt habe, aber es schwer sei, die Spuren seines (Spiners) Alters noch mit Schminke zu vertuschen. Data sollte, laut Roddenberrys Vorstellungen zu Beginn der TV-Serie, nie altern. Zuerst überlegten Spiner und die Drehbuchschreiber, ob es möglich sei, dass Data eventuell doch altere und man dies in den Film einbauen könne, doch entschied man sich dann für Datas Tod. Man räumte Spiner eine Hintertür für ein Comeback ein, indem man die Datentransferszene zwischen Data und B-4 einbaute und so ein „Backup“ von Data machte. Spiner lehnte ein Comeback von vornherein ab, trat jedoch 2020 in der Serie Star Trek: Picard wieder in dieser Rolle auf, in der Data über Lore wieder zurückkehrte und dem Androiden auch das Altern ermöglicht wurde.
- Der offizielle Werbespruch zum Film lautete „Die letzte Reise einer Generation beginnt“.[3]
- Kate Mulgrew tritt in der Rolle der Admiral Kathryn Janeway via Bildschirm auf.

## Synchronisation
Dialogbuch & -Regie: Lutz Riedel
| Rollenname                           | Darsteller      | Deutsche Synchronstimme |
| ------------------------------------ | --------------- | ----------------------- |
| Captain Jean-Luc Picard              | Patrick Stewart | Rolf Schult             |
| Commander William Riker              | Jonathan Frakes | Tom Vogt                |
| Lieutenant Commander Data / B4       | Brent Spiner    | Michael Pan             |
| Counselor Deanna Troi                | Marina Sirtis   | Eva Kryll               |
| Lieutenant Commander Geordi La Forge | LeVar Burton    | Bernd Vollbrecht        |
| Lieutenant Commander Worf            | Michael Dorn    | Raimund Krone           |
| Dr. Beverly Crusher                  | Gates McFadden  | Rita Engelmann          |
| Shinzon                              | Tom Hardy       | Torsten Michaelis       |
| Commander Donatra                    | Dina Meyer      | Andrea Solter           |
| Remanischer Vizekönig                | Ron Perlman     | Karl Schulz             |
| Commander Suran                      | Jude Ciccolella | Lutz Riedel             |
| Admiral Kathryn Janeway              | Kate Mulgrew    | Gertie Honeck           |
| Guinan                               | Whoopi Goldberg | Regina Lemnitz          |
| Prätor Hiren                         | Alan Dale       | Joachim Kerzel          |
| Wesley Crusher                       | Wil Wheaton     |                         |

## Kritik
Die Reaktion der Kritik auf Star Trek: Nemesis fiel überwiegend negativ aus. Von den 169 englischsprachigen Rezensionen, die bei Rotten Tomatoes verzeichnet sind, wurden mit Stand 2022 nur 38 % als positiv gewertet. So zeigte sich der Filmkritiker Roger Ebert enttäuscht und schloss seine Besprechung mit den Worten, Star Trek sei früher „ziemlich grandios“ gewesen, nun aber „eine Kopie einer Kopie einer Kopie“ (“Star Trek was kind of terrific once, but now it is a copy of a copy of a copy.”) Für das Lexikon des internationalen Films ist Star Trek: Nemesis ein „ohne erkennbare oder gar nachvollziehbare Begeisterung inszeniertes Science-Fiction-Abenteuer“, das sowohl die „Attraktivität der Bilder“ als auch die „Überzeugungskraft des Drehbuchs“ und die „Leistung mancher Darsteller“ sträflich vernachlässige. Positiver ist die Bewertung auf der Website von Cinema, wo der Film als „besser als Der Aufstand, aber schwächer als Der erste Kontakt“ eingeordnet wird. Cinema kritisiert „eine arg zerredete erste Hälfte“, auf die jedoch ein „umso furioseres Finale“ folge.

## Auszeichnungen und Nominierungen
2003 wurde der Film in vier Kategorien, u. a. als Bester Science-fiction-Film, für den Saturn Award nominiert, konnte jedoch keinen Preis gewinnen. Ebenfalls 2003 gewann der Film einen Young Artist Award in der Kategorie Best Family Feature Film – Fantasy.

## Romane
- 2004 erschien in den USA eine neunbändige Star-Trek-Romanreihe, die von der Crew der Enterprise-E in dem einjährigen Zeitraum vor Beginn der Filmhandlung erzählt. Acht von ihnen tragen einen mit A Time to… beginnenden Titel. Die Romane sind noch nicht auf Deutsch erschienen.
- Die Romanfassung des Films erschien 2002 auf Deutsch im Heyne Verlag, und zwar mit der Nummer 77 in der Reihe Star Trek: The Next Generation.
- Die Romane, die nach der Handlung des Films spielen, enthalten mehrere roman- und reihenübergreifende Handlungsstränge, über die der Artikel Star Trek (Literarische Fortsetzung nach Nemesis) einen Überblick gibt.
  - Am Ende des Films erhält Riker das Kommando über das Sternenflottenraumschiff U.S.S. Titan. Von diesem Raumschiff und seiner neuen Besatzung erzählt die Romanreihe Star Trek: Titan.
  - Neben Titan setzt auch die Romanreihe Star Trek: The Next Generation die Handlung der Fernsehserie nach Nemesis fort. Nach Rikers Abgang auf die Titan wird Worf neuer erster Offizier (siehe Hauptartikel: Star Trek: The Next Generation (Literarische Fortsetzung nach Nemesis)).